# ۲۴کی‌گلدن
گلدن لندیس وون جونز (به انگلیسی: Golden Landis Von Jones) (متولد ۱۳ نوامبر ۲۰۰۰)، معروف به ۲۴کی گلدن (به انگلیسی: 24kGoldn) رپر، خواننده، ترانه‌سرای سابق آمریکایی است.